# Rainieria hennigi
Rainieria hennigi är en tvåvingeart som beskrevs av Nina Krivosheina 1996. Rainieria hennigi ingår i släktet Rainieria och familjen skridflugor. Inga underarter finns listade i Catalogue of Life.